# Afroeme fusca
Afroeme fusca är en skalbaggsart som först beskrevs av Charles Joseph Gahan 1900.  Afroeme fusca ingår i släktet Afroeme och familjen långhorningar. Inga underarter finns listade i Catalogue of Life.